# Distretto di Hajdúhadház
Il distretto di Hajdúhadház (in ungherese Hajdúhadházi járás) è un distretto dell'Ungheria, situato nella provincia di Hajdú-Bihar.